# Ilaria Sanguineti
Ilaria Sanguineti (San Remo, 15 de abril de 1994) es una ciclista profesional italiana. Debutó como profesional en 2013 con 18 años, aunque un año después fue sancionada 15 meses por dopaje.

## Trayectoria deportiva
Participó con la Selección de Italia Juvenil en el Campeonato Europeo en Ruta Juvenil 2012 y en el Campeonato Mundial Juvenil 2012 consiguiendo el 12.º y 33.º puesto respectivamente. En 2013 debutó como profesional en el BePink aunque tuvo que dejar de manera temporal el ciclismo en 2014 debido a una sanción de 15 meses por dopaje. La propuesta de sanción fue de 22 meses pero finalmente fue reducida a 15. El equipo mostró su apoyo a la corredora y tachó el positivo de negligencia.
En su vuelta, también con el BePink, obtuvo sus mejores resultados como profesional al ser 7.ª en el Tour de la Isla de Zhoushan -tras acabar entre las 5 primeras todas las etapas-, al conseguir un 5.ª puesto en la 4.ª etapa del Giro de Italia Femenino, al vencer en el Tour de Bretaña femenino -donde además obtuvo 1 etapa- y poco después al obtener la medalla de plata en el Campeonato de Europa sub-23 en Ruta.  Sin embargo, no finalizó de forma exitosa esa temporada al romperse la clavícula en el Tour Cycliste Féminin International de l'Ardèche por lo que solo pudo disputar el Giro de Emilia Femenino cuando se recuperó un mes más tarde.

## Palmarés
2015
- Tour de Bretaña femenino, más 1 etapa
- 2.ª en el Campeonato Europeo en Ruta sub-23

2016
- 1 etapa del Tour de Bretaña femenino

2019
- 3.ª en el Campeonato de Italia en Ruta

2021
- 3.ª en el Campeonato de Italia en Ruta

2022
- Dwars door het Hageland

## Resultados en Grandes Vueltas
Durante su carrera deportiva ha conseguido los siguientes puestos en las Grandes Vueltas femeninas:
| Carrera | Carrera         | 2013 | 2014 | 2015 | 2016 | 2017 | 2018 | 2019  | 2020 | 2021 | 2022 | 2023  | 2024 |
| ------- | --------------- | ---- | ---- | ---- | ---- | ---- | ---- | ----- | ---- | ---- | ---- | ----- | ---- |
|         | Giro de Italia  | Ab.  | —    | 90.ª | 83.ª | 73.ª | 94.ª | 117.ª | 43.ª | 51.ª | —    | —     | —    |
|         | Tour de l'Aude  | X    | X    | X    | X    | X    | X    | X     | X    | X    | X    | X     | X    |
|         | Tour de Francia | X    | X    | X    | X    | X    | X    | X     | X    | X    | 90.ª | 109.ª | —    |

—: no participa

Ab.: abandono

X: ediciones no celebradas

## Equipos
- BePink (2013, 2015-2017)
  - Bepink (2013)
  - Bepink-LaClassica (2015)
  - Bepink (2016)
  - Bepink Cogeas (2017)
- Valcar (2018-2022)
  - Valcar PBM (2018)
  - Valcar Cylance Cycling (2019)
  - Valcar-Travel & Service (2020-2022)
- Trek (2023-)
  - Trek-Segafredo (2023)
  - Lidl-Trek (2023-)